# Манидинский
Манидинский — посёлок в Таловском районе Воронежской области России. Входит в состав Александровского сельского поселения.

## География
Посёлок находится на северо-востоке центральной части Воронежской области, в лесостепной зоне, на расстоянии примерно 13 километров (по прямой) к северо-северо-западу (NNW) от рабочего посёлка Таловая, административного центра района. Абсолютная высота — 148 метров над уровнем моря.
Часовой пояс
Посёлок Манидинский, как и вся Воронежская область, находится в часовой зоне МСК (московское время). Смещение применяемого времени относительно UTC составляет +3:00.

## Население
| 2010 |
| ---- |
| 72   |

Гендерный состав
По данным Всероссийской переписи населения 2010 года в гендерной структуре населения мужчины составляли 43,1 %, женщины — соответственно 53,9 %.
Национальный состав
Согласно результатам переписи 2002 года, в национальной структуре населения русские составляли 97 %.

## Улицы
Уличная сеть посёлка состоит из одной улицы (ул. Зеленинская).